# Vaccinium corymbosum
Лохина високоросла (Vaccinium corymbosum L.), або вакциніум щитковий, або лохина щиткова, або чорниця щиткова, або чорниця садова, або ягідник щитковий — вид листопадних рослин із роду вакциніум родини вересових.

## Етимологія
В українській мові ця рослина зустрічається під різними назвами. Деякі з них утворені від наукової латинської назви — вакциніум щитковий (Вакциніум — транслітерація назви роду Vaccinium, corymbosum — щитковий), або являють собою переклад загальноприйнятої назви цієї рослини з англійської мови — лохина високоросла (англ. highbush blueberry). Варто зазначити, що англійське слово blueberry може бути перекладено українською як лохина чи як чорниця. Традиційно, назва «лохина» в українській науковій термінології використовується як одна із назв буяхів (Vaccinium uliginosum L.) — дикорослої рослини, що відноситься до секції Vaccinium роду вакциніум та зустрічається у всіх регіонах Північної півкулі включаючи територію України (Полісся та Карпати). У той же час лохина високоросла відноситься до секції Cyanococcus роду вакциніум та походить виключно з Північної Америки, де зустрічається в дикорослому вигляді в болотистих регіонах півночі США та у Канаді.

## Культивування

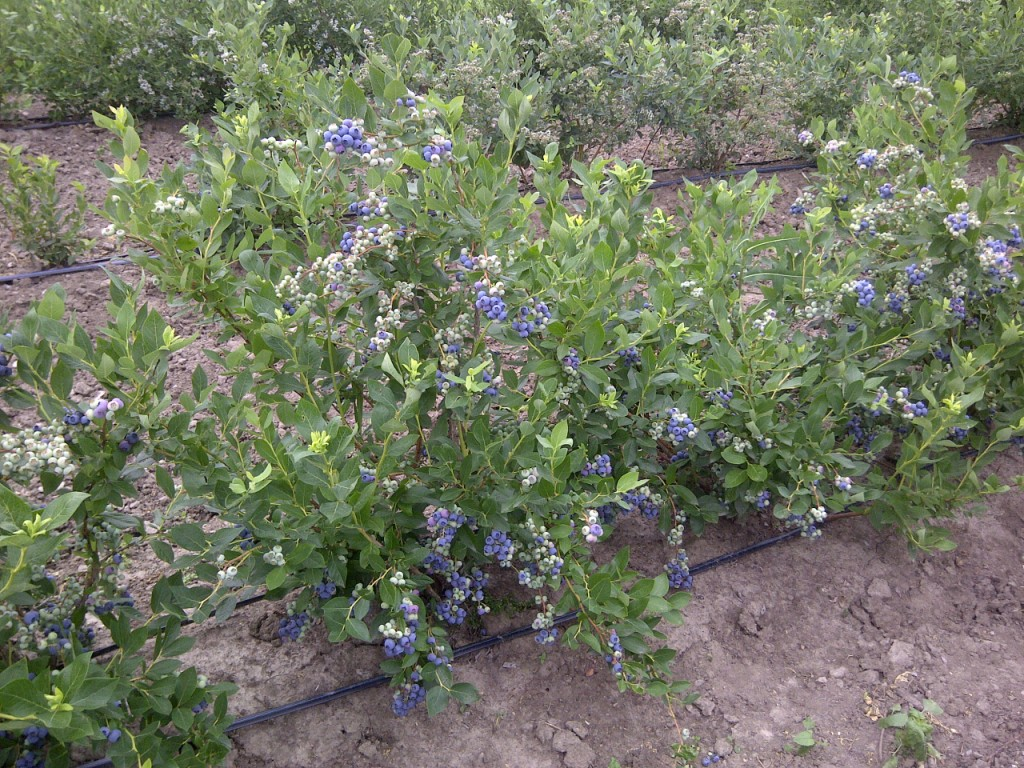
Вигляд рослини в період плодоношення (сорт Дюк)

На початку двадцятого століття у США розпочалася селекційна робота з лохиною високорослою і на сьогодні ця рослина є однією з основних комерційних ягідних культур у світі.
Станом на 2010 р. площі під лохиною високорослою у світі становили 341 тис. га, а валовий збір продукції склав 77,3 тис. т. Основними регіонами комерційного вирощування лохини високорослої є Північна Америка (44,7 тис. га станом на 2010 р.), Південна Америка (17,8 тис. га станом на 2010 р.) та Європа (8,4 тис. га станом на 2010 р.).
В Україні комерційне вирощування лохини високорослої розпочалось лише у 2007 р., проте, станом на 2022 р. площі під цією культурою вже складали 5,3 тис. га. Основні регіони комерційного вирощування лохини високорослої в Україні — Івано-Франківська, Волинська, Вінницька, Житомирська та Київська області.
Лохина високоросла має смачніші та більші ягоди (до 2,5 см.) ніж дика чорниця. Ягоди красивого синього кольору з сивим напиленням, зібрані в грона, що значно полегшує збір. Починає плодоносити на 2-3 рік після висаджування. З дорослого куща можна зібрати до 10 кг ягоди. Сорти лохини бувають від ранніх (червень-липень) до пізніх (вересень-жовтень).
Розмір плодів визначається кількістю ягід, яка вміщується в ємність 0.25л. Урожайність та морозостійкість сортів – згідно американських та німецьких джерел.